# The Erosion of Sanity
The Erosion of Sanity – drugi album studyjny kanadyjskiej grupy muzycznej Gorguts. Został wydany 19 stycznia 1993 roku przez wytwórnię płytową Roadrunner Records.

## Lista utworów
1. "With Their Flesh, He'll Create" – 4:03
2. "Condemned to Obscurity" – 4:51
3. "The Erosion of Sanity" – 4:54
4. "Orphans of Sickness" – 5:20
5. "Hideous Infirmity" – 4:06
6. "A Path Beyond Premonition" – 4:56
7. "Odors of Existence" – 3:48
8. "Dormant Misery" – 4:53

## Twórcy
- Luc Lemay – śpiew, gitara
- Sylvain Marcoux – gitara
- Eric Giguere – gitara basowa
- Stephane Provencher – perkusja